# Artland
Artland, Inc. (яп. 株式会社アートランド А:торандо) — японская аниме-студия, основанная 14 сентября 1978 года. С апреля 2006 года является подразделением Marvelous Entertainment.
В июле 2017 года появились сообщения о закрытии компании из-за финансовых трудностей, но Кунихару Окано позже опроверг это. Информация о закрытии возникла из-за рассылки кредиторам сообщения о том, что компания ищет помощи с реструктуризацией.

## Работы

### Продукция
- Megazone 23 (OVA серии, 1985)
- Legend of the Galactic Heroes (OVA серии, 1988)
- Hoshi Neko Full House (OVA серии, 1989)[4]
- Meiso o Border (1991)[5]
- Shiritsu Tantei Doki Seizo (1992)[6]
- Yuugo (TV series, 2003)
- Gag Manga Biyori (TV сериал, 2005)
- Mushishi (TV сериал, 2005—2015)
- We Were There (TV сериал, 2006)
- Gyagu Manga Biyori 2 (TV сериал, 2006)
- Happiness! (TV сериал, 2006—2007)
- Katekyō Hitman REBORN! (TV сериал, 2006—2010)
- Kono Aozora ni Yakusoku wo ~Yōkoso Tsugumi Ryōhe~ (TV сериал, 2007)
- Kenkō Zenrakei Suieibu Umishō (TV сериал, 2007)
- Gunslinger Girl -Il Teatrino- (TV сериал, 2008)
- Hakushaku to Yōsei (TV сериал, 2008)
- Tytania (TV сериал, 2008—2009)
- Ichiban Ushiro no Daimaou (TV сериал, 2010)
- Senran Kagura (TV сериал, 2013)
- Sin: Nanatsu no Taizai (TV сериал, 2017)

### Участие в создании и помощь в анимации
- Lupin III (второй сезон, помощь в анимации, 1977—1980)
- Astro Boy (второй сезон, 1980—1981)
- The Super Dimension Fortress Macross (TV сериал, 1982—1983)
- Scientific Rescue Team Techno Voyager (TV сериал, 1982)
- The Super Dimension Century Orguss (TV сериал, 1983—1984)
- Mobile Suit Gundam: Char's Counterattack (помощь в анимации, 1988)
- Shōnen Ashibe (TV сериал, 1991)
- Mikan Enikki (TV сериал, 1992—1993)
- Genocyber (OVA, 1993)
- Muka Muka Paradise (TV сериал, 1993—1994)
- Tonde Būrin (TV сериал, 1994—1995)
- Baketsu de Gohan (TV сериал, 1996)
- Angel Links (TV сериал, 1999)
- Argento Soma (TV сериал, 2000)
- Star Ocean EX (TV сериал, 2001)
- Cheeky Angel (TV сериал, 2002—2003)
- Chobits (TV сериал, 2002)
- Kyōgoku Natsuhiko Kōsetsu Hyaku Monogatari (TV сериал, 2003)
- «Гангрейв» (TV сериал, 2003—2004)
- School Rumble (TV сериал, 2004)
- Absolute Boy (TV сериал, 2005)
- Gekijōban xxxHolic: Manatsu no Yoru no Yume (полнометражный фильм, помощь в анимации, 2005)
- Jyu-Oh-Sei (TV сериал, помощь в анимации, 2006)
- Ouran High School Host Club (TV сериал, помощь в анимации, 2006)
- Nagasarete Airantou (TV сериал, помощь в анимации, 2007)
- Darker than Black (TV сериал, помощь в анимации, 2007)
- Gatchaman (OVA)